# جون سميث (كاتب)
جون سميث (بالإنجليزية: John Smith)‏ هو كاتب بريطاني، ولد في 1967 في Darwen ‏ في المملكة المتحدة.